# Diosma ramosissima
Diosma ramosissima är en vinruteväxtart som beskrevs av Bartl. & Wendl. f.. Diosma ramosissima ingår i släktet Diosma och familjen vinruteväxter. Inga underarter finns listade i Catalogue of Life.